# Gran Premio Ciclomotoristico 1960
Il Gran Premio Ciclomotoristico delle Nazioni 1960, già Roma-Napoli-Roma, trentasettesima edizione della corsa, si svolse dal 20 al 27 aprile 1960 su un percorso di 1543,2 km, suddiviso su 8 tappe (tutte suddivise in 2 semitappe). La vittoria fu appannaggio del francese Louison Bobet, che completò il percorso in 41h38'54", precedendo l'olandese Wout Wagtmans e l'italiano Carlo Brugnami.

## Tappe
| Tappa  | Data      | Percorso                              | km     | Vincitore di tappa | Leader cl. generale |
| ------ | --------- | ------------------------------------- | ------ | ------------------ | ------------------- |
| 1ª-1   | 20 aprile | Roma > Caserta                        | 213    | Dino Liviero       | Dino Liviero        |
| 1ª-2   | 20 aprile | Caserta > Caserta                     | 27,6   | Louison Bobet      | Louison Bobet       |
| 2ª-1   | 21 aprile | Caserta > Foggia                      | 159,7  | Miguel Poblet      | Louison Bobet       |
| 2ª-2   | 21 aprile | Foggia > Foggia                       | 23,2   | Louison Bobet      | Louison Bobet       |
| 3ª-1   | 22 aprile | San Giovanni Rotondo > Manfredonia    | 188,4  | Seamus Elliott     | Louison Bobet       |
| 3ª-2   | 22 aprile | Manfredonia > Foggia                  | 39,6   | Louison Bobet      | Louison Bobet       |
| 4ª-1   | 23 aprile | San Severo > Pescara                  | 171    | Pierino Baffi      | Louison Bobet       |
| 4ª-2   | 23 aprile | Pescara > Pescara                     | 25,5   | Louison Bobet      | Louison Bobet       |
| 5ª-1   | 24 aprile | San Benedetto del Tronto > Rimini     | 197,5  | Miguel Poblet      | Louison Bobet       |
| 5ª-2   | 24 aprile | Rimini > Rimini                       | 21,5   | Louison Bobet      | Louison Bobet       |
| 6ª-1   | 25 aprile | Rimini > Riccione                     | 112    | Miguel Poblet      | Louison Bobet       |
| 6ª-2   | 25 aprile | Riccione > Riccione                   | 12,4   | Alfredo Bonariva   | Louison Bobet       |
| 7ª-1   | 26 aprile | Riccione > Nocera Umbra               | 150    | Guido Messina      | Louison Bobet       |
| 7ª-2   | 26 aprile | Foligno > Spoleto (cron. individuale) | 26     | Louison Bobet      | Louison Bobet       |
| 8ª-1   | 27 aprile | Spoleto > Roma                        | 153,6  | Alfredo Sabbadin   | Louison Bobet       |
| 8ª-2   | 27 aprile | Roma > Roma                           | 22,2   | Emile Daems        | Louison Bobet       |
| Totale | Totale    | Totale                                | 1543,2 |                    |                     |

## Dettagli delle tappe

### 1ª tappa, 1ª semitappa
- 20 aprile: Roma > Caserta – 213 km

Risultati
| Pos. | Corridore          | Squadra | Tempo    |
| ---- | ------------------ | ------- | -------- |
| 1    | Dino Liviero       | Torpado | 5h57'12" |
| 2    | Rino Benedetti     | Ghigi   | s.t.     |
| 3    | Armando Pellegrini | Mondia  | s.t.     |

| Pos. | Corridore    | Squadra | Tempo |
| ---- | ------------ | ------- | ----- |
| 1    | Dino Liviero | Torpado | ?     |

### 1ª tappa, 2ª semitappa
- 20 aprile: Caserta > Caserta – 27,6 km

Risultati
| Pos. | Corridore      | Squadra     | Tempo  |
| ---- | -------------- | ----------- | ------ |
| 1    | Louison Bobet  | L. Bobet-BP | 29'15" |
| 2    | Emile Daems    | Philco      | a 40"  |
| 3    | Jos Hoevenaers | Ghigi       | a 42"  |

| Pos. | Corridore     | Squadra     | Tempo |
| ---- | ------------- | ----------- | ----- |
| 1    | Louison Bobet | L. Bobet-BP | ?     |

### 2ª tappa, 1ª semitappa
- 21 aprile: Caserta > Foggia – 159,7 km

Risultati
| Pos. | Corridore       | Squadra | Tempo    |
| ---- | --------------- | ------- | -------- |
| 1    | Miguel Poblet   | Ignis   | 4h30'10" |
| 2    | Emile Daems     | Philco  | s.t.     |
| 3    | Adriano Zamboni | Torpado | s.t.     |

| Pos. | Corridore     | Squadra     | Tempo |
| ---- | ------------- | ----------- | ----- |
| 1    | Louison Bobet | L. Bobet-BP | ?     |

### 2ª tappa, 2ª semitappa
- 21 aprile: Foggia > Foggia – 23,2 km

Risultati
| Pos. | Corridore     | Squadra     | Tempo  |
| ---- | ------------- | ----------- | ------ |
| 1    | Louison Bobet | L. Bobet-BP | 22'01" |
| 2    | Emile Daems   | Philco      | a 20"  |
| 3    | Wout Wagtmans | Molteni     | a 41"  |

| Pos. | Corridore     | Squadra     | Tempo |
| ---- | ------------- | ----------- | ----- |
| 1    | Louison Bobet | L. Bobet-BP | ?     |

### 3ª tappa, 1ª semitappa
- 22 aprile: San Giovanni Rotondo > Manfredonia – 188,4 km

Risultati
| Pos. | Corridore      | Squadra | Tempo    |
| ---- | -------------- | ------- | -------- |
| 1    | Seamus Elliott | Helyett | 5h26'19" |
| 2    | Miguel Poblet  | Ignis   | a 2'59"  |
| 3    | Dino Liviero   | Torpado | s.t.     |

| Pos. | Corridore     | Squadra     | Tempo |
| ---- | ------------- | ----------- | ----- |
| 1    | Louison Bobet | L. Bobet-BP | ?     |

### 3ª tappa, 2ª semitappa
- 22 aprile: Manfredonia > Foggia – 39,6 km

Risultati
| Pos. | Corridore      | Squadra     | Tempo   |
| ---- | -------------- | ----------- | ------- |
| 1    | Louison Bobet  | L. Bobet-BP | 51'11"  |
| 2    | Carlo Brugnami | Torpado     | a 49"   |
| 3    | Wout Wagtmans  | Molteni     | a 1'15" |

| Pos. | Corridore     | Squadra     | Tempo |
| ---- | ------------- | ----------- | ----- |
| 1    | Louison Bobet | L. Bobet-BP | ?     |

### 4ª tappa, 1ª semitappa
- 23 aprile: San Severo > Pescara – 171 km

Risultati
| Pos. | Corridore      | Squadra     | Tempo    |
| ---- | -------------- | ----------- | -------- |
| 1    | Pierino Baffi  | Ignis       | 5h10'06" |
| 2    | Louison Bobet  | L. Bobet-BP | s.t.     |
| 3    | Arrigo Padovan | Gazzola     | s.t.     |

| Pos. | Corridore     | Squadra     | Tempo |
| ---- | ------------- | ----------- | ----- |
| 1    | Louison Bobet | L. Bobet-BP | ?     |

### 4ª tappa, 2ª semitappa
- 23 aprile: Pescara > Pescara – 25,5 km

Risultati
| Pos. | Corridore       | Squadra     | Tempo  |
| ---- | --------------- | ----------- | ------ |
| 1    | Louison Bobet   | L. Bobet-BP | 26'56" |
| 2    | Adriano Zamboni | Torpado     | a 2"   |
| 3    | Wout Wagtmans   | Molteni     | a 22"  |

| Pos. | Corridore     | Squadra     | Tempo |
| ---- | ------------- | ----------- | ----- |
| 1    | Louison Bobet | L. Bobet-BP | ?     |

### 5ª tappa, 1ª semitappa
- 24 aprile: San Benedetto del Tronto > Rimini – 195,5 km

Risultati
| Pos. | Corridore          | Squadra | Tempo    |
| ---- | ------------------ | ------- | -------- |
| 1    | Miguel Poblet      | Ignis   | 5h16'57" |
| 2    | Armando Pellegrini | Mondia  | s.t.     |
| 3    | Rino Benedetti     | Ghigi   | s.t.     |

| Pos. | Corridore     | Squadra     | Tempo |
| ---- | ------------- | ----------- | ----- |
| 1    | Louison Bobet | L. Bobet-BP | ?     |

### 5ª tappa, 2ª semitappa
- 24 aprile: Rimini > Rimini – 21,5 km

Risultati
| Pos. | Corridore       | Squadra     | Tempo  |
| ---- | --------------- | ----------- | ------ |
| 1    | Louison Bobet   | L. Bobet-BP | 23'41" |
| 2    | Adriano Zamboni | Torpado     | a 3"   |
| 3    | Wout Wagtmans   | Molteni     | a 13"  |

| Pos. | Corridore     | Squadra     | Tempo |
| ---- | ------------- | ----------- | ----- |
| 1    | Louison Bobet | L. Bobet-BP | ?     |

### 6ª tappa, 1ª semitappa
- 25 aprile: Rimini > Riccione – 112 km

Risultati
| Pos. | Corridore       | Squadra | Tempo    |
| ---- | --------------- | ------- | -------- |
| 1    | Miguel Poblet   | Ignis   | 2h55'43" |
| 2    | Adriano Zamboni | Torpado | s.t.     |
| 3    | Emile Daems     | Philco  | s.t.     |

| Pos. | Corridore     | Squadra     | Tempo |
| ---- | ------------- | ----------- | ----- |
| 1    | Louison Bobet | L. Bobet-BP | ?     |

### 6ª tappa, 2ª semitappa
- 25 aprile: Riccione > Riccione – 12,4 km

Risultati
| Pos. | Corridore        | Squadra   | Tempo  |
| ---- | ---------------- | --------- | ------ |
| 1    | Alfredo Bonariva | Only Stag | 15'05" |
| 2    | Arrigo Padovan   | Gazzola   | a 15"  |
| 3    | Luigi Tezza      | Molteni   | a 18"  |

| Pos. | Corridore     | Squadra     | Tempo |
| ---- | ------------- | ----------- | ----- |
| 1    | Louison Bobet | L. Bobet-BP | ?     |

### 7ª tappa, 1ª semitappa
- 26 aprile: Riccione > Nocera Umbra – 150 km

Risultati
| Pos. | Corridore       | Squadra | Tempo    |
| ---- | --------------- | ------- | -------- |
| 1    | Guido Messina   | Molteni | 4h16'52" |
| 2    | Jean Stablinski | Helyett | a 1'22"  |
| 3    | Emile Daems     | Philco  | a 1'26"  |

| Pos. | Corridore     | Squadra     | Tempo |
| ---- | ------------- | ----------- | ----- |
| 1    | Louison Bobet | L. Bobet-BP | ?     |

### 7ª tappa, 2ª semitappa
- 26 aprile: Foligno > Spoleto – Cronometro individuale – 26 km

Risultati
| Pos. | Corridore       | Squadra     | Tempo  |
| ---- | --------------- | ----------- | ------ |
| 1    | Louison Bobet   | L. Bobet-BP | 23'41" |
| 2    | Carlo Brugnami  | Torpado     | a 17"  |
| 3    | Adriano Zamboni | Torpado     | a 28"  |

| Pos. | Corridore     | Squadra     | Tempo |
| ---- | ------------- | ----------- | ----- |
| 1    | Louison Bobet | L. Bobet-BP | ?     |

### 8ª tappa, 1ª semitappa
- 27 aprile: Spoleto > Roma – 153,6 km

Risultati
| Pos. | Corridore        | Squadra | Tempo    |
| ---- | ---------------- | ------- | -------- |
| 1    | Alfredo Sabbadin | Philco  | 4h16'51" |
| 2    | Hilaire Couvreur | Helyett | s.t.     |
| 3    | Rino Benedetti   | Ghigi   | a 2'26"  |

| Pos. | Corridore     | Squadra     | Tempo |
| ---- | ------------- | ----------- | ----- |
| 1    | Louison Bobet | L. Bobet-BP | ?     |

### 8ª tappa, 2ª semitappa
- 27 aprile: Roma > Roma – 22,2 km

Risultati
| Pos. | Corridore       | Squadra     | Tempo  |
| ---- | --------------- | ----------- | ------ |
| 1    | Emile Daems     | Philco      | 23'14" |
| 2    | Louison Bobet   | L. Bobet-BP | a 16"  |
| 3    | Adriano Zamboni | Torpado     | a 19"  |

| Pos. | Corridore      | Squadra  | Tempo     |
| ---- | -------------- | -------- | --------- |
| 1    | Louison Bobet  | L. Bobet | 41h38'54" |
| 2    | Wout Wagtmans  | Molteni  | a 6'19"   |
| 3    | Carlo Brugnami | Torpado  | a 6'38"   |

## Classifiche finali

### Classifica generale
| Pos. | Corridore        | Squadra          | Tempo     |
| ---- | ---------------- | ---------------- | --------- |
| 1    | Louison Bobet    | Louison Bobet-BP | 41h38'54" |
| 2    | Wout Wagtmans    | Molteni          | a 6'19"   |
| 3    | Carlo Brugnami   | Torpado          | a 6'38"   |
| 4    | Emile Daems      | Philco           | a 8'48"   |
| 5    | Jos Hoevenaers   | Ghigi            | a 10'49"  |
| 6    | Miguel Poblet    | Ignis            | a 11'33"  |
| 7    | Pierino Baffi    | Ignis            | a 13'49"  |
| 8    | Adriano Zamboni  | Torpado          | a 14'11"  |
| 9    | Rino Benedetti   | Ghigi            | a 16'53"  |
| 10   | Alfredo Sabbadin | Philco           | a 17'01"  |